# Minya Konka
Le Minya Konka ou Gongga Shan (7 556 mètres) se dresse dans la préfecture autonome tibétaine de Garzê au centre de l'ancienne province tibétaine du Kham. Il se situe dans le Daxue Shan (de), un des massifs des monts Hengduan.
C'est le plus haut sommet du Tibet oriental et, par temps clair, on peut l'apercevoir depuis Chengdu (250 km), la capitale de l'actuel Sichuan. Le monastère de Minya Konka du bouddhisme tibétain à 4 000 mètres d'altitude se situe sur un versant de cette montagne.
Le Minya Konka est aussi le point culminant du bassin versant du Yangzi Jiang et de la totalité du bassin versant de l'océan Pacifique[réf. souhaitée].

## Alpinisme
- 1870 - Découverte du Minya Konka par des missionnaires
- 1879 - Premières observations scientifiques par Béla Széchenyi
- 1926 - Exploration et mesure du sommet[2] par des membres de l'université de Chengdu
- 1929 - Joseph Rock est le premier Occidental à s'approcher du pied de la montagne
- 1930 - Arnold Heim dirige une expédition organisée par l'université Sun Yat-sen de Canton
- 1932 - Première ascension par Terris Moore et Richard Burdsall. Leur petite équipée (qui comprenait Arthur Emmons et Jack Young) a soigneusement étudié le sommet
- 1957 - Deuxième ascension par des alpinistes de la république populaire de Chine, mais quatre membres de l'équipe sont victimes d'une avalanche